# G0612 (China)
De G0612 of Xihe Expressway is een (deels in aanbouw zijnde) autosnelweg in de Volksrepubliek China. De weg loopt van Xining naar Hotan. De naam Xihe is een porte-manteau van de eindpunten Xining en Hotan. 